# Градинска ягода
Градинската ягода (Fragaria × ananassa) е хибриден вид от род ягода, получен чрез кръстоската на два представителя на род Ягода – чилийската ягода (Fragaria chiloensis), произхождаща от Южна Америка и вирджинската ягода (Fragaria virginiana), произхождаща от Северна Америка.
Първите опити за получаването на този хибрид по всяка вероятност са се състояли във френската провинция Бретан, около 1750 г. Постепенно тази кръстоска измества одомашнената горска ягода, която се е отглеждала поне от ранния седемнадесети век.
Съвременна кръстоска на същите изходни видове е анáгодата или ананасовата ягода, която е бяла на цвят и има вкус на ананас. Името на анагодата идва от съчетанието на думите ананас и ягода. На английски този сорт е известен като pineberry (пайнбери).